# Clesi Cinematografica
La Clesi Cinematografica è stata una casa di produzione cinematografica, fondata dal produttore Silvio Clementelli, che è stata attiva dal 1966 al 1999, con lavori prodotti sia per il cinema che per la televisione.
Costituita a Roma nel 1966, in Largo Messico 6, come Clesi Compagnia Produzioni Cinematografiche S.r.l. con un capitale di £ 30.000.000 per poi arrivare a £ 50.000.000.
Produsse film talvolta in società con la Finanziaria San Marco di Bino Cicogna.

## Filmografia
Fra i film prodotti dalla Clesi Cinematografica figurano:
- La matriarca (1968)
- La donna invisibile (1969)
- La monaca di Monza, regia di Eriprando Visconti  (1969)
- Con quale amore, con quanto amore (1970)
- Ninì Tirabusciò, la donna che inventò la mossa, regia di Marcello Fondato (1970)
- Addio fratello crudele (1971)
- Le farò da padre (1974)
- Conviene far bene l'amore, regia di Pasquale Festa Campanile (1975)
- Marcia trionfale  (1976)
- Odio le bionde, regia di Giorgio Capitani (1980)
- Piso pisello (1983)
- Cristoforo Colombo, sceneggiato TV, (1985)
- L'estate sta finendo  (1987)
- Malizia 2000, regia di Salvatore Samperi (1991)